# RTorrent
rTorrentは、C++で書かれたテキストベースのBitTorrentクライアントであり、Unix系OS向けのncursesおよびlibTorrent（libtorrentとは異なる）ライブラリに基づいている。

## 技術詳細
このライブラリは、mmap()関数によってメモリにマップされたファイルページとネットワークスタックの間で直接データを転送することにより、他の実装と差別化を図っている。高帯域幅接続では、公式クライアントの3倍の速度でシードできると主張している。
rTorrentパッケージは、様々なLinuxディストリビューションやUnix系システムで利用可能であり、FreeBSDやmacOSなど、ほぼすべてのPOSIX準拠オペレーティングシステムでコンパイルおよび実行できる。
rTorrentはncursesライブラリを使用し、GNU ScreenやTmuxでの使用に適している。Torrentをロードするにはキャリッジ・リターンのようなコマンドを使用し、その後 ^S でトレントを開始できる（^ はCtrlキーの短縮形）。バックスペースを使用してロード後にトレントを自動的に開始することもでき、その後の ^S の押下は不要になる。^K で停止、^D で一時停止、すでに一時停止または停止している場合は、^D を再度押すとトレントが削除される。セッションの保存をサポートし、ユーザーはBitTorrentを追加したり削除したりできる。また、マルチファイルトレントの部分的なダウンロードもサポートしている。rTorrent-0.7.0のリリースでは、BitTorrentプロトコル暗号化のサポートも実装された。ピア交換、DHT、スーパーシーディングは最近rTorrentに実装された。
rTorrentはSimple Common Gateway Interface経由のXML-RPCを介して制御できる。